# Jalisco Open 2013
Il Jalisco Open 2013 è stato un torneo di tennis facente parte della categoria ATP Challenger Tour nell'ambito dell'ATP Challenger Tour 2013. È stata la 3ª edizione del torneo che si è giocata a Guadalajara in Messico dall'8 al 14 aprile 2013 su campi in cemento e aveva un montepremi di $100,000.

## Partecipanti singolare

### Teste di serie
| Nazionalità   | Giocatore               | Ranking* | Testa di serie |
| ------------- | ----------------------- | -------- | -------------- |
| Taipei cinese | Lu Yen-hsun             | 74       | 1              |
| Germania      | Benjamin Becker         | 95       | 2              |
| Stati Uniti   | Rajeev Ram              | 107      | 3              |
| Israele       | Dudi Sela               | 115      | 4              |
| Francia       | Adrian Mannarino        | 122      | 5              |
| Australia     | John Millman            | 126      | 6              |
| Spagna        | Daniel Muñoz de la Nava | 129      | 7              |
| Russia        | Alex Bogomolov Jr.      | 132      | 8              |

- Ranking al 1º aprile 2013.

### Altri partecipanti
Giocatori che hanno ricevuto una wild card:
- Miguel Gallardo Valles
- Nicolás Massú
- Eduardo Peralta-Tello
- Miguel Ángel Reyes Varela

Giocatori che sono passati dalle qualificazioni:
- Marin Draganja
- Maximilian Neuchrist
- Bumpei Sato
- Peter Torebko

## Partecipanti doppio

### Teste di serie
| Nazionalità | Giocatore          | Nazionalità | Giocatore          | Ranking* | Testa di serie |
| ----------- | ------------------ | ----------- | ------------------ | -------- | -------------- |
| Thailandia  | Sanchai Ratiwatana | Thailandia  | Sonchat Ratiwatana | 156      | 1              |
| Stati Uniti | James Cerretani    | Canada      | Adil Shamasdin     | 166      | 2              |
| Germania    | Benjamin Becker    | Stati Uniti | Rajeev Ram         | 187      | 3              |
| Australia   | Samuel Groth       | Australia   | John-Patrick Smith | 222      | 4              |

- Ranking al 1º aprile 2013.

### Altri partecipanti
Coppie che hanno ricevuto una wild card:
- Nicolás Massú /  Miguel Ángel Reyes Varela
- Alejandro Moreno Figueroa /  Manuel Sánchez

## Vincitori

### Singolare
Alex Bogomolov,, Jr. ha battuto in finale  Rajeev Ram con il punteggio di 2–6, 6–3, 6–1

### Doppio
Marin Draganja /  Mate Pavić hanno battuto in finale  Samuel Groth /  John-Patrick Smith con il punteggio di 5–7, 6–2, [13–11]